# Tydemania navigatoris
''''' és una espècie de peix de la família dels triacantòdids i de l'ordre dels tetraodontiformes.

## Morfologia
- Els mascles poden assolir 12 cm de longitud total.[1]

## Alimentació
Menja escates de peixos.

## Hàbitat
És un peix marí, de clima tropical i demersal que viu entre 50-607 m de fondària.

## Distribució geogràfica
Es troba des de la costa oriental d'Àfrica fins al Japó, les Filipines i Indonèsia.

## Observacions
És inofensiu per als humans.